# تصفيات كأس العالم 2014 – أمريكا الشمالية الدور الأول
هذه الصفحة تقدم الملخصات من مباريات كونكاكاف للدور الأول لتصفيات بطولة كأس العالم لكرة القدم 2014.

## الطريقة
في هذا الدور الفرق المصنفة العشر الأدنى تم وضعهم إلى خمس مواجهات ذهاب-و-إياب.
المباريات مقرر أن تقام قبل القرعة الرئيسية لكأس العالم لكرة القدم 2014. بالأصل، المواجهة الأولى كانت مقررة في 3 يونيو 2011 والمواجهة الثانية في 7 يونيو. لكن، المباريات تم تأجيلها إلى أيام متفرقة في يونيو ويوليو. الفائزون الخمسة سوف يذهبون إلى الدور الثاني من تصفيات الكونكاكاف.

## المباريات
| مونتسرات         | 5 – 2 | بليز                                          |
| ---------------- | ----- | --------------------------------------------- |
| هودجسون 44'، 86' | تقرير | ماكولي 24'، 74'، 83' · روتشز 50' · كويلين 53' |

| بليز                                  | 1 – 3 | مونتسرات    |
| ------------------------------------- | ----- | ----------- |
| خيمينيز 24' · ماكولي 61' · مينديز 63' | تقرير | هودجسون 59' |

المواجهة الثانية كانت من المقرر أن تلعب في 19 يونيو 2011 في بلموبان.
بليز فازت 8–3 بالإجمالي وتأهلت إلى الدور الثاني.
| أنغويلا | 2 – 0 | جمهورية الدومينيكان         |
| ------- | ----- | --------------------------- |
|         | تقرير | بيرالتا 8' · فانا فرياس 42' |

| جمهورية الدومينيكان                            | 0 – 4 | أنغويلا |
| ---------------------------------------------- | ----- | ------- |
| نافارو 18'، 42' · سانشيز 25' · فانيا فرياس 56' | تقرير |         |

جمهورية الدومنيكان فازت 6–0 بالإجمالي وتأهلت إلى الدور الثاني.
| جزر العذراء الأمريكية | 0 – 2 | جزر العذراء البريطانية |
| --------------------- | ----- | ---------------------- |
| ليسموند 6' · كلوب 52' | تقرير |                        |

| جزر العذراء البريطانية | 2 – 1 | جزر العذراء الأمريكية |
| ---------------------- | ----- | --------------------- |
| بيترس 37'              | تقرير | ثوماس 1' · كلوب 90+3' |

الجزر العذراء الأمريكية فازت 4–1 وتأهلت إلى الدور الثاني.
| أروبا                                               | 2 – 4 | سانت لوسيا                |
| --------------------------------------------------- | ----- | ------------------------- |
| دي غوفيا 13' · إسكالونا 46' · غوميز 74' · أبدول 84' | تقرير | إدوارد 19' · فريديريك 46' |

| سانت لوسيا                            | 2 – 4 (ب.و.إ) | أروبا          |
| ------------------------------------- | ------------- | -------------- |
| ج. جوزيف 14'، 20'، 71' · فريديريك 73' | تقرير         | غوميز 44'، 75' |

6–6 بالإجمالي بعد الوقت الإضافي؛ سانت لوسيا فازت 5–4 بركلات الترجيح وتأهلت إلى الدور الثاني.
| جزر توركس وكايكوس | 4 – 0 | جزر البهاما                                 |
| ----------------- | ----- | ------------------------------------------- |
|                   | تقرير | جان 32'، 60' · هيبل 34' (ضرب.) · لويس 90+2' |

| جزر البهاما                                  | 0 – 6 | جزر توركس وكايكوس |
| -------------------------------------------- | ----- | ----------------- |
| ميتشل 2' · سانت فلور 17'، 64'، 73'، 86'، 90' | تقرير |                   |

البهاماس فازت 10–0 بالإجمالي وتأهلت إلى الدور الثاني.

## مسجلي الأهداف
تم تسجيل 44 هدف في 10 مباريات، بمعدل 4.4 أهداف لكل مباراة.
5 أهداف
- ليسلي سانت فلور

4 أهداف
- ديون ماكولي

هدفين
| - فريديريك غوميز | - جايلي هودجسون | - جمال جوزيف |

هدفين
| - نيسلي جان - جوناثان فانيا فرياس | - إينويل نافارو - كورت فريديريك | - رايد كلوب |

هدف 1
| - ديفيد أبدول - ماوريس إسكالونا - إريك سنتوس دي غوفيا - كاميرون هيبل - جاكنير لويس - ديمون ميتشل | - دانييل خيمينيز - إلروي كويلين - لويس مينديز - هاريسون روتشز - تريفور بيترس | - دومينغو بيرالتا - خوان سانشيز - كيفن إدوارد - رايد كلوب - ألدرمان ليسموند |  |